# Шеперево
Шепере́во (бел. Шапярэ́ва) — деревня в составе Антоновского сельсовета Чаусского района Могилёвской области Республики Беларусь.

## Население
- 2010 год — 19 человек